# Pronotogrammus
Pronotogrammus (Synonym: Pacificogramma) ist eine Fischgattung aus der Gruppe der Fahnenbarsche (Anthiadidae), die im tropischen und subtropischen westlichen Atlantik von North Carolina über die Karibik bis an die Küste Brasiliens und bei Bermuda, sowie im tropischen und subtropischen östlichen Pazifik vom Golf von Kalifornien bis Peru und bei der costa-ricanischen Kokos-Insel und den Galapagosinseln vorkommt.

## Merkmale
Die Fische erreichen eine Körperlänge von 20 cm bis 28 cm. Sie haben einen länglich ovalen, rötlich gefärbten Körper. Kopf und Maxillare sind beschuppt. Die Basen von Rücken- und Afterflosse sind in der Regel unbeschuppt; die Basen der paarigen Flossen und die Schwanzflossenbasis sind dagegen beschuppt. Zwischen hart- und weichstrahligem Abschnitt ist die Rückenflosse kaum eingebuchtet. Das Präoperculum ist am Rand leicht gesägt. Beide Kiefer sind mit einer äußeren Reihe konischer Zähne besetzt. Die Zähne der inneren Reihe im Oberkiefer sind in der Regel klein und bürstenförmig bis konisch. Auch der Gaumen (Palatinum und Vomer) und die Zunge sind bezahnt. Die Seitenlinie ist in der Regel vollständig und verläuft auf dem Rumpf unterhalb des Rückenprofils und auf dem Schwanzstiel mittig. Bei Pronotogrammus multifasciatus kann sie auch unterbrochen sein.
- Flossenformel: Dorsale X/13–16; Anale III/7–8, Pectorale 16–21, Caudale 15(8+7)
- Schuppenformel: SL 35–57/18–28.
- Wirbel: 26(10+16).
- Kiemenreusendornen: 34–41.

## Arten
Zur Gattung Pronotogrammus gehören zwei Arten:
- Pronotogrammus martinicensis (Guichenot, 1868)
- Pronotogrammus multifasciatus Gill, 1863, Typusart

## Belege
1. ↑  Paolo Parenti u. John E. Randall: An annotated checklist of the fishes of the family Serranidae of the world with description of two new related families of fishes. FishTaxa (2020) 15: 1–170. S. 31 u. 32.
2. ↑  Pronotogrammus martinicensis auf Fishbase.org (englisch)
3. ↑  Pronotogrammus multifasciatus auf Fishbase.org (englisch)
4. ↑  William D. Anderson, Phillip C. Heemstra (2012): Review of Atlantic and eastern Pacific Anthiine fishes (Teleostei: Perciformes: Serranidae), with descriptions of two new genera. Transactions of the American Philosophical Society, New Series 102(2): 1–173. Seite 99 u. 100.
5. ↑  Pronotogrammus auf Fishbase.org (englisch)